# Вежунгиярви
Вежунгиярви — озеро на территории Ребольского сельского поселения Муезерского района Республики Карелия.

## Общие сведения
Площадь озера — 3,4 км², площадь водосборного бассейна — 375 км². Располагается на высоте 188,3 метров над уровнем моря.
Форма озера лопастная, продолговатая: вытянуто с северо-запада на юго-восток. Берега каменисто-песчаные, местами заболоченные.
С юго-западной стороны озера вытекает ручей, впадающий в Торосозеро, связанное протокой с Лексозером, откуда через реки Сулу и Лендерку воды в итоге попадают в Балтийское море.
С востока от озера проходит дорога местного значения, отходящая от трассы 86К-176 («Тикша — Реболы»).
Код объекта в государственном водном реестре — 01050000111102000010434.